# Тюлькин, Олег Юрьевич
Олег Юрьевич Тюлькин (узб. Oleg Tyulkin; род. 7 июня 1959, СССР) — советский и узбекистанский футболист, выступавший на позиции полузащитника. Ныне тренер.

## Карьера
Воспитанник ташкентского «Трактора». Первые тренеры — Василий Иванович Наконечный, Валерий Николаевич Лёткин. В качестве футболиста играл за различные клубы Узбекской ССР. В частности, за «Хиву», «Наримановец», ташкентский «Трактор», «Андижан», «Согдиану» и др.
После завершения игровой карьеры начал тренерскую деятельность. Возглавлял «Хорезм», «Согдиану», «Заамин». Входил в тренерский штаб многих клубов Узбекистана. В течение 2017 года возглавлял самаркандское «Динамо».